# 25 Близнецов
25 Близнецов (лат. 25 Geminorum, HD 47731) — двойная звезда в созвездии Близнецов на расстоянии приблизительно 2075 световых лет (около 636 парсеков) от Солнца. Видимая звёздная величина звезды — +6,427m.

## Характеристики
Первый компонент — жёлтая или оранжевая звезда спектрального класса G5Ib или K0. Радиус — около 44,21 солнечных, светимость — около 632,91 солнечных. Эффективная температура — около 5065 К.